# Joan Maragall i Gorina
Joan Maragall i Gorina (Barcelona, 10 de outubro de 1860 - 20 de dezembro de 1911) foi um poeta e escritor catalão, figura capital dentro a poesia modernista da mudança de século XIX ao XX. A sua obra manuscrita conserva-se ao Arquivo Joan Maragall de Barcelona.
Membro da intel·lectualitat culta da Barcelona da Renaixença, da qual tinha herdado o floralisme e o retoricisme, fez uma defesa da espontaneidade e da busca da simplicitat e chegou a desenvolver a sua «teoria da palavra viva», que criou escola. Fez da sua obra poética a vertente literária mais conhecida, se bem destaca a sua importante produção em prosa, com mais de 450 textos, entre artigos, julgamentos, discursos, semelhanças biográficos e prólogos. A sua actividade como jornalista ao Diari de Barcelona e La Veu de Catalunya foi um dos meios que lhe permitiu projectar uma opinião que gerou uma importante influência social. Assim mesmo, traduziu ao catalão obras de Goethe, Nietzsche e Novalis, introduzindo assim em Catalunha uma boa parte da literatura alemã.
Na vertente pessoal, Joan Maragall foi um homem de raízes religiosas e um forte envolvimento político. Entre o «adeus, Espanha!», formulado ao Oda em Espanha, e o iberisme, a sua influência sempre foi vigente em Catalunha de forma mais ou menos visível. Foi uma personagem com múltiplos contactos, com os quais mantinha uma extensa correspondência de um interesse que supera de muito o fato puramente anecdòtic ou biogràfic.
Um dos seus netos, Pasqual Maragall i Mira, foi presidente da Generalidade da Catalunha entre 2003 e 2006.